# Оздобник малий
Оздобник малий (Ptiloris victoriae) — вид горобцеподібних птахів родини дивоптахових (Paradisaeidae).

## Назва
Вид названо на честь британської королеви Вікторії.

## Поширення
Ендемік Австралії. Поширений в прибережній зоні на півночі Квінсленду між містами Куктаун і Таунсвілл. Мешкає у тропічних вологих лісах і чагарниках.

## Опис
Невеликі птахи, завдовжки 23-25 см, вагою 77-119 г. Наявний статевий диморфізм. У самиць в оперенні домінують коричневі кольори, темніші на голові (майже чорні, зі світлішими бровами та горлом), що мають тенденцію до каштанового на спині, крилах і хвості, і до бежевого на горлі, грудях і животі, де окремі пера окантовані темним. У самців оперення шовковисто-чорне, блідіше на животі та з зеленуватими металевими відблисками на спині та фіолетовим на потилиці та боках голови: виняток становлять горло, груди, лоб, верхівка та центральне пір'я голови синьо-зеленого кольору. В обох статей дзьоб і ноги чорні (у самців внутрішня частина рота яскраво-жовта), а очі карі.

## Спосіб життя
Активний вдень. Живиться плодами та комахами. Сезон розмноження триває з серпня по лютий. Цей вид полігамний і демонструє складний ритуал залицяння. Під час шлюбного періоду самець займає добре очищену гілку посеред незарослої галявини. Самець закликає самиць свистящим співом. З появою самиці він здійснює ритуал залицяння: розводить крила вгору у вигляді півмісяця, погойдує головою праворуч і ліворуч, а тілом вгору-вниз, демонструючи яскраве оперення горла і грудей, при цьому самець наближається і ритмічно віддаляється від самиці. Якщо самиця доступна для спаровування, вона підпускає самця, в іншому випадку вона відходить від нього. Самиця, зазвичай, спостерігає за декількома самцями, перш ніж вибрати, з ким з них буде паруватися. Після спарювання самиця самостійно береться за будівництво чашоподібного гнізда, висиджування 2-3 яєць та вирощування потомства. Інкубація триває 18-19 днів. Пташенята самостійними стають через місяць після вилуплення.